# 罗歇·迪科

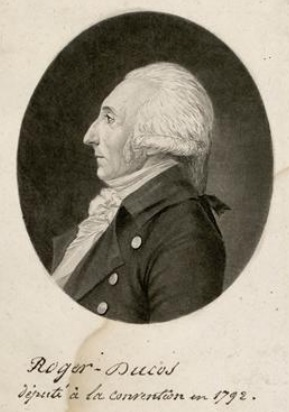
罗歇·迪科

皮埃尔·罗歇·迪科（法語：Pierre Roger Ducos；1747年7月25日—1816年3月16日）是法国大革命以及法兰西第一帝国时期的一位政治人物，亦是国民公会以及督政府的一员。

## 大革命时期
罗歇·迪科出生于阿基坦沙洛斯地区蒙福尔（今属于朗德省），后被选为国民公会朗德省代表。在公会无明显政治倾向，投票时摇摆不定。但在投票处死国王路易十六时，他没有犹豫，果断投了赞成票。之后在会议中无突出表现。
迪科亦是元老院的一员，并在1796年9月23日至10月22日期间担任元老院主席。任期届满之时，他成了一名太平绅士。在巴泰勒米·卡特林·儒贝尔的政变中（1799年6月18日），因为保罗·巴拉斯的影响和袒护，他又被提名为执行督政。

## 执政府，第一帝国和流放
1799年11月9日，迪科参与了拿破仑·波拿巴的雾月政变，并成为三执政之一（其余两位是拿破仑和西哀士。当共和八年宪法出台后，迪科当上了护宪元老院的副院长。在1808年，第一帝国时期，他被拿破仑册封为伯爵。但尽管如此，在1814年，他在投票时还是投了同意废黜拿破仑皇位的票，背弃了拿破仑。
波旁复辟后，迪科希望能够得到波旁政府的宠幸。但由于过去投了同意处死路易十六的票，他在1816年被判为弑君罪，随后被流放到德意志。同年3月，他在乌尔姆的一起交通事故中去世。